# Passerelle Maria-Schneider
La passerelle Maria-Schneider, auparavant connue sous le nom de passerelle Alibert, du nom de la rue qui y conduit, est une passerelle piétonne franchissant le canal Saint-Martin, dans le 10e arrondissement de Paris.

## Situation et accès
La passerelle Maria-Schneider est située dans le 10e arrondissement de Paris. Elle franchit le bassin des Marais du canal Saint-Martin, à proximité du pont Bernadette-Lafont qu'elle surplombe, entre le carrefour de la rue Dieu et du quai de Valmy sur la rive droite, et celui de la rue Alibert et du quai de Jemmapes sur la rive gauche.
Ce site est desservi par les stations de métro République, Goncourt et Jacques Bonsergent.

## Origine du nom
Elle portait originellement le nom de la rue Alibert, qui y conduit.
Depuis une délibération du Conseil de Paris adoptée au mois d'avril 2025, elle rend hommage à Maria Schneider (1952-2011), comédienne de théâtre et de cinéma, notamment connue pour son rôle dans le film Le Dernier Tango à Paris, de Bernardo Bertolucci (1972). Certaines scènes de ce film, tournées sans que l'actrice en ait été prévenue, ont été ultérieurement décrites par elle, comme par le cinéaste, comme une forme de viol,.
À noter que dans le film Le Dernier Tango à Paris, Tom (Jean-Pierre Léaud) demande en mariage Jeanne (Maria Schneider) sur le canal Saint-Martin.

## Description
La passerelle Maria-Schneider est un pont en arc par-dessous en acier.

## Historique
La passerelle a été construite en 1860.